# 宾兰
宾兰（Pen Ran）是柬埔寨的一位女歌手、歌曲写手，活跃于1960年代至1970年代初期。
宾兰的早期生平不详，惟知她来自马德望省，后来与罗·斯雷索贴就读于同一所学校。1966年，与辛·西萨木合作录制唱片而成为全国知名的明星。她受到西方摇滚乐和灵魂乐的影响，以调情舞蹈及有伤风化的歌词而为人所知。
宾兰在红色高棉执政之后失踪，据推测遭到杀害。据其妹的说法，大约在1978年末至1979年初之间越南入侵的时候，红色高棉掀起最后一股屠杀风潮，宾兰在此期间被杀害。
专辑《柬埔寨摇滚乐》中收录关于她的四首歌曲。美国纪录片《别认为我忘了：柬埔寨失去的摇滚乐》中有介绍她的事迹。